# Skov- og naturtekniker
Skov- og naturteknikeruddannelsen er en erhvervsuddannelse, som giver grundlæggende viden om skov og natur. Man kan specialisere sig som skov- og naturplejer, biotop- og vildtplejer, arborist (professionel træklatrer) eller maskinfører.
Uddannelsen giver viden om at plante, passe og pleje træer. Og man lærer at planlægge arbejdet og vedligeholde motorsaven og andre redskaber, så man kan fælde træer på en sikker måde. Viden om biologi, økologi, miljø og naturnær skovdyrkning giver desuden forståelse for skovens følsomme økosystem.
Uddannelsen foregår på Skovskolen i hhv. Nødebo (Nordsjælland) og Auning på Djursland.